# Lista chorążych reprezentacji Tadżykistanu na igrzyskach olimpijskich
Lista chorążych reprezentacji Tadżykistanu na igrzyskach olimpijskich – lista zawodników i zawodniczek reprezentacji Tadżykistanu, którzy podczas ceremonii otwarcia nowożytnych igrzysk olimpijskich nieśli flagę Tadżykistanu.

## Chronologiczna lista chorążych
| Lp. | Rok i miejsce        | Chorąży             | Dyscyplina            |
| --- | -------------------- | ------------------- | --------------------- |
| 1   | 1996, Atlanta        | Andriej Abduwalijew | Lekkoatletyka         |
| 2   | 2000, Sydney         | Churszed Hasanow    | Boks                  |
| 3   | 2002, Salt Lake City | Gaffor Mirzoew      | Narciarstwo alpejskie |
| 4   | 2004, Ateny          | Nargis Nabijewa     | Łucznictwo            |
| 5   | 2006, Turyn          | Andriej Drygin      | Narciarstwo alpejskie |
| 6   | 2008, Pekin          | Dilszod Nazarow     | Lekkoatletyka         |
| 7   | 2010, Vancouver      | Aliszer Kudratow    | Narciarstwo alpejskie |
| 8   | 2012, Londyn         | Mawzuna Czorijewa   | Boks                  |
| 9   | 2014, Soczi          | Aliszer Kudratow    | Narciarstwo alpejskie |
| 10  | 2016, Rio            | Dilszod Nazarow     | Lekkoatletyka         |
| 11  | 2020, Tokio          | Temur Rachimow      | Judo                  |